# Ruggero Accrocciamuro
Ruggero Accrocciamuro, bekannt als Ruggerone Accrocciamuro (* um 1440; † Juni 1496 in Pratola Peligna), war ein italienischer Condottiere, Graf von Celano und Baron von Carapelle Calvisio.

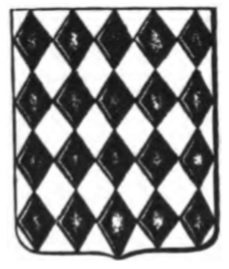
Wappen der Familie Accrocciamuro

## Leben
Er wurde 1440 als ältester Sohn von Lionello Accrocciamuro und Jacovella da Celano geboren und schlug bereits in jungen Jahren eine militärische Laufbahn ein.
Als sein Vater 1458 starb, geriet er in einen langen und erbitterten Streit mit seiner Mutter um das Erbe. Im November 1462 fielen er und Jacopo Piccinino in die Grafschaft Celano ein, konnten seine Mutter gefangen nehmen und die Lehen an sich reißen. Im folgenden Jahr wurde er gezwungen, seine Mutter freizulassen, und die Lehen wurden zugunsten der Tochter des Königs des Königreichs Neapel, Ferrante von Aragon, Maria, Ehefrau des Herzogs von Amalfi, Antonio Piccolomini, beschlagnahmt, was zu einem Konflikt mit dem Herrscher führte.
Nachdem er Sulmona und Balsorano angegriffen hatte, ging er 1467 nach Frankreich und trat in den Dienst des Herzogs von Burgund, Karl des Kühnen. Zusammen mit Cola di Monforte und Jacopo Capece Galeota nahm er an den Belagerungen von Neuss, Conflans-Sainte-Honorine und Nancy teil, wobei er die letzte Schlacht verlor.
1486 kehrte er nach Italien zurück und eroberte mit Hilfe des Condottiere Giovanni della Rovere die Grafschaft Celano zurück. Im Juni desselben Jahres wurde er von Gentile Virginio Orsini besiegt und musste nach Frankreich zurückkehren.
1495 kehrte er im Gefolge Karls VIII. von Valois nach Italien zurück und belagerte das Castel Nuovo in Neapel. Nachdem er wegen seiner Ansprüche auf die Grafschaft Celano mit den Piccolomini in Konflikt geraten war, wurde er im Juni 1496 in Pratola Peligna von Alfonso Piccolomini mit zwei Schwerthieben getötet, und mit ihm starb auch seine Familie aus (Pietro und Isabella, Ruggeros Geschwister, hatten keine Nachkommen, während Ruggero selbst nicht heiratete und drei uneheliche Kinder hatte, Lionello, Giovanni und Ruggerone, die vergeblich ihre Lehensrechte auf die Grafschaft Celano geltend machten).